# Guy Tardif
Pour les articles homonymes, voir Tardif.
Guy Tardif (né à Montréal le 30 mai 1935 et mort à Saint-Hyacinthe le 24 mai 2005) est un homme politique québécois, député péquiste de Crémazie à l'Assemblée nationale du Québec de 1976 à 1985. Criminologue de profession, il enseigne au Collège André-Grasset et à l'Université de Montréal. Au sein des gouvernements René Lévesque et Pierre Marc Johnson, il occupe plusieurs postes ministériels, notamment ministre des Affaires municipales de décembre 1984 à décembre 1985, ministre de l'Habitation et de la Protection du consommateur de novembre 1980 à novembre 1984 puis ministre des Transports de novembre 1984 à décembre 1985.
Il est le grand-père du joueur québécois de football américain Laurent Duvernay-Tardif.